# Episodi di Ano Hana

Copertina del primo DVD dell'edizione italiana, raffigurante Jintan e Menma

Lista degli episodi di Ano Hana, anime prodotto da A-1 Pictures e diretto da Tatsuyuki Nagai. La storia segue le vicende di un gruppo di amici d'infanzia, che una volta cresciuti si sono persi di vista, alle prese con l'apparizione del fantasma di una loro amica che vorrebbe vedere esaudito un desiderio di quando era bambina, ma del quale si è dimenticata.
La serie conta 11 episodi trasmessi da Fuji TV nel contenitore noitaminA dal 14 aprile al 23 giugno 2011. In Italia i diritti sono stati acquistati dalla Dynit e l'anime è stato trasmesso su Rai 4 dal 5 febbraio al 15 aprile 2012. Da giugno 2012 la serie è disponibile in Blu-ray e DVD.
La sigla di apertura è Aoi shiori (青い栞? lett. "Segnalibro blu"), interpretata dai Galileo Galilei, mentre come sigla conclusiva sono stati usati tre brani diversi: Dear Love dei REMEDIOS per la prima puntata, Secret Base - Kimi ga kureta mono (Secret base 〜君がくれたもの〜? lett. "Base segreta - Quello che mi hai dato"), interpretata da Ai Kayano, Haruka Tomatsu e Saori Hayami per gli episodi dal 2 al 10, e Still… nuovamente dei REMEDIOS per l'ultima puntata.

## Lista episodi
| Nº | Titolo italiano Giapponese 「Kanji」 - Rōmaji | In onda        | In onda          |
| Nº | Titolo italiano Giapponese 「Kanji」 - Rōmaji | Giapponese     | Italiano         |
| 1  | Super Busters della pace (TV) / I Super Busters della pace (DVD / Blu-ray) 「超平和バスターズ」 - Chō heiwa Basutāzu | 14 aprile 2011 | 5 febbraio 2012  |
| 1  | Le vacanze estive stanno per terminare e Jintan, uno studente liceale, riceve la visita dello spirito di Menma, una sua compagna di giochi d'infanzia morta in seguito ad un incidente. Menma gli chiede insistentemente di esaudire il suo desiderio più importante, ma non se lo ricorda più; l'unico aiuto che sa dargli è che poteva essere esaudito solo insieme a tutto il gruppo di amici di cui facevano parte da bambini, i "Super Busters della pace". Gli eventi della vita, però, hanno separato i ragazzi e tra tutti i componenti del gruppo (oltre a Jintan e Menma c'erano con loro le bambine Anaru e Tsuruko ed i bambini Yukiatsu e Poppo) solo Jintan riesce a vedere ed a parlare con Menma. La tragedia della morte di Menma, inoltre, ha segnato profondamente i ragazzi che ora sono molto scettici quando sentono parlare di lei. Una sera Jintan crede di sapere perché Menma si è mostrata a lui: il giorno in cui è morta lui l'aveva offesa e non è riuscito a chiederle scusa. Per rimediare al suo errore Jintan corre alla "base segreta" – la casa nel bosco che usavano per i loro giochi da bambini – credendo di trovarci Menma. La luce nella casa è accesa, ma Menma non c'è: al suo posto Jintan trova Poppo, l'unico componente del gruppo di amici che non aveva ancora incontrato nel suo girovagare insieme a Menma. |                |                  |
| 2  | La valorosa Menma 「ゆうしゃめんま」 - Yūsha Menma | 21 aprile 2011 | 12 febbraio 2012 |
| 2  | Poppo, dopo aver incontrato Jintan, è felice del fatto che Menma sia ancora presente tra di loro e si impegna per cercare di scoprire quale fosse il suo desiderio. Anaru ha uno scontro con Tsuruko: quest'ultima le rinfaccia di essere ancora troppo legata al ricordo di Menma. Anaru, che da bambina stimava molto Menma, rimane sconvolta dalle parole che le rivolge la sua ex compagna di giochi. Secondo Poppo il desiderio di Menma riguarderebbe un videogioco che piaceva alla bimba, in cui un "Nokémon" raro si otteneva solo tramite uno scambio di altri "Nokémon". Anaru è l'unica in grado di aiutarli: al negozio dove lavora è disponibile una copia del gioco (che Jintan acquista) e lei ne ha una nella sua collezione di videogame. Poppo e Jintan, accompagnati da Menma, sono da Anaru: lei e Jintan si dedicano al gioco, tentando di portarlo a termine, mentre Poppo approfitta della ricca collezione di fumetti di Anaru. Dopo una notte insonne Anaru e Jintan, soddisfatti, terminano il gioco: Menma è felice perché è riuscita a riunire parte del gruppo, ma rimane sulla Terra: quello non era il suo desiderio ed i ragazzi dovranno impegnarsi ancora per scoprire quale fosse. |                |                  |
| 3  | Il circolo "Cerchiamo Menma" 「めんまを探そうの会」 - Menma wo sagasō no kai | 28 aprile 2011 | 26 febbraio 2012 |
| 3  | Poppo è alla base segreta; una notte vede su un sentiero poco distante una figura che assomiglia a Menma ed inizia a credere che anche lui è in grado di vedere il fantasma della bimba. Jintan, convinto da Menma, torna a scuola dopo una lunga assenza; lungo la strada incontra Anaru ed alcune sue amiche che credono che tra loro ci sia qualcosa. Le parole delle amiche di Anaru irritano Jintan che se ne torna a casa; qui scopre che Menma, in onore della madre del ragazzo, ha cucinato quello che era il piatto preferito dal gruppo dei ragazzi: i panini al vapore. Poppo organizza un barbecue serale alla base segreta con l'intento di ricostituire il gruppo dei "Super Busters della pace" e cercare Menma. La sera insieme a lui ci sono Anaru, Tsuruko, Jintan e Menma; Poppo chiede ad Anaru e Tsuruko se anche loro vogliono aiutare lui e Jintan ad esaudire il desiderio di Menma. Anaru è favorevole e Tsuruko, dopo qualche momento di riflessione, si unisce a loro. Dopo poco arriva Yukiatsu e Menma si commuove perché vede che il gruppo si è riunito. Yukiatsu dice di aver visto Menma al ruscello; Poppo e le ragazze partono per vedere se riescono a trovarla mentre lui resta con Jintan dicendogli che non è il solo ad essere in grado di vedere Menma. |                |                  |
| 4  | Il vestito bianco con un fiocco (TV) / Il vestito bianco con un fiocchetto (DVD / Blu-ray) 「白の、リボンのワンピース」 - Shiro no, ribon no wanpīsu | 5 maggio 2011  | 26 febbraio 2012 |
| 4  | Jintan si unisce al resto del gruppo per cercare la Menma che Yukiatsu dice di aver visto al ruscello. Nella sua ricerca rimane solo con Anaru che, dopo avergli chiesto nuovamente di tornare a scuola, gli domanda se da piccolo Menma gli piacesse davvero. Jintan, imbarazzato, non risponde ed Anaru fa per andarsene, ma a causa di un movimento brusco inizia a scivolare verso il ruscello dove morì Menma. Jintan riesce ad afferrarla un attimo prima che cada nel dirupo; dopo lo scampato pericolo i due si riuniscono con il resto del gruppo alla base segreta dove Yukiatsu era rimasto a cucinare. Nessuno ha trovato Menma al ruscello e Yukiatsu dice a tutti che lei non vuole che s'impegnino ulteriormente per esaudire il suo desiderio. La vera Menma si dispera perché lei vuole comunque che gli amici stiano insieme; Jintan, forte del fatto che riesce a comunicare con Menma, tenta di dire al gruppo cosa desidera veramente la piccola, ma non viene creduto. L'indomani Jintan incontra Yukiatsu ed i due hanno un aspro scontro su quanto è accaduto la sera prima. Le parole di Yukiatsu sull'apparizione di Menma hanno colpito i ragazzi che decidono di andare nuovamente alla base segreta per cercarla. Nel buio Poppo e Menma vedono una ragazza correre su un sentiero vicino a loro che sembra Menma; il gruppo parte all'inseguimento e, quando si avvicinano, Tsuruko capisce come stanno le cose: la Menma che Yukiatsu dice di aver visto non esiste, è lui che ha preso le sembianze della amica scomparsa indossando una parrucca e l'abito bianco che piaceva a Menma e che la piccola indossava anche il giorno della sua morte. |                |                  |
| 5  | Tunnel 「トンネル」 - Tonneru | 12 maggio 2011 | 4 marzo 2012     |
| 5  | Yukiatsu, ancora vestito da Menma, è scivolato lungo un dirupo; Jintan va ad aiutarlo ed appena lo raggiunge l'amico scoppia a piangere. Yukiatsu crede di essere la causa della morte di Menma e questo lo ossessiona: se il fantasma della bimba doveva apparire a qualcuno per tormentarlo era giusto che fosse lui a vederla e non Jintan. Yukiatsu stenta a credere che Jintan veda Menma, ma inizia a cambiare idea quando il ragazzo ripete una frase della bimba riferita ad un particolare che solo lei e Yukiatsu potevano conoscere. Il giorno dopo, Yukiatsu e Tsuruko sono alla stazione e vedono arrivare Anaru che, in compagnia delle sue amiche, sta andando al karaoke dove le aspettano alcuni dei loro amici. Anaru viene convinta da uno dei ragazzi ad andare insieme a lui, non sapendo che il suo cavaliere ha intenzione di portarla in un albergo ad ore. Anaru si ribella, ma sta per cedere: in suo aiuto interviene Yukiatsu che, con una scusa, riesce a far fuggire il ragazzo che la tormentava. Yukiatsu ed Anaru tornano a casa sullo stesso treno; durante il viaggio Anaru confessa che non riesce a fare a meno di pensare a Jintan e di essere attratta da lui anche se non sa se lo ama; al tempo stesso si rende conto che lui non riesce a fare a meno di pensare a Menma ed il rispetto che ha per la piccola le impedisce di dichiararsi apertamente. La sera Poppo è a cena da Jintan e con loro c'è anche Menma; Poppo vuole aiutare Jintan ad esaudire il desiderio di Menma e chiede qualche indicazione alla bimba. I suoi modi, però, sono alquanto bruschi e le sue parole confondono Menma che scoppia a piangere disperata perché non capisce quali siano le intenzioni del ragazzo. |                |                  |
| 6  | Dimenticami, ma non dimenticarmi 「わすれてわすれないで」 - Wasurete wasurenaide | 19 maggio 2011 | 11 marzo 2012    |
| 6  | Jintan, credendo che questo sia il vero desiderio di Menma, decide di tornare a scuola dopo un lungo periodo di assenza. Anaru vede Jintan all'ingresso della scuola, ma non può parlargli perché deve andare in presidenza: girano strane voci su di lei dopo che qualcuno l'ha vista all'ingresso di un albergo ad ore e gli insegnanti vogliono approfondire la questione. Dopo il colloquio Anaru entra in classe (la stessa di Jintan) e durante la lezione i compagni sembrano più interessati a spettegolare su di lei che non a seguire. Anaru non reagisce, ma soffre terribilmente; Jintan si alza dal banco e, con un discorso a muso duro a tutta la classe, prende le difese dell'amica dicendo che lei non è sicuramente una ragazza facile. Anaru porta Jintan fuori dalla classe e lo ringrazia: il suo intervento è stato maldestro, ma ha apprezzato molto che l'abbia difesa. La ragazza decide che per un po' di tempo non tornerà a casa per evitare discussioni con la madre, avvisata dalla scuola della storia dell'albergo, ma starà alla base segreta. Poppo, Jintan ed Anaru vanno a casa di Menma per cercare indizi su quello che potesse essere il suo desiderio; tornano a casa con il diario della bimba che la madre ha prestato loro per aiutarli nel compito. Al ritorno a casa Jintan racconta a Menma di essere andato a casa sua; la bimba si arrabbia e scoppia a piangere disperata perché in questo modo hanno sicuramente rattristato la madre. Menma vorrebbe che sua madre riuscisse a dimenticarla, almeno per un po', ma Jintan le dice che questo è impossibile e che lei dovrebbe pensare un po' a se stessa invece che agli altri. Jintan va alla base segreta per leggere il diario di Menma con gli amici e trova solo Anaru; la ragazza, vedendolo sanguinare dal naso, pensa che abbia cattive intenzioni e lo scaccia brutalmente. |                |                  |
| 7  | Il vero desiderio 「ほんとのお願い」 - Honto no onegai | 26 maggio 2011 | 18 marzo 2012    |
| 7  | Leggendo il diario di Menma Anaru ha un'idea su quello che può essere il desiderio dimenticato dalla piccola: i bambini volevano costruire un razzo al quale affidare una lettera per Dio. I ragazzi cercano il modo di costruire un razzo, ma si accorgono subito che è un compito per il quale è necessario rivolgersi a professionisti. Jintan, con l'aiuto del padre, si rivolge ad un esperto in giochi pirotecnici, ma la cifra che gli viene chiesta è elevatissima. Il ragazzo non si scoraggia e decide di fare come Poppo ed Anaru, lavorando part-time per guadagnare la somma necessaria. Jintan viene assunto al negozio di videogiochi dove lavora Anaru e, insieme a lei, apprende rapidamente il mestiere; per incrementare i guadagni ottiene anche un lavoro notturno ad un cantiere ed anche qui si impegna duramente. Dopo aver raccolto una cifra sufficiente per lasciare un acconto i tre ragazzi si presentano al professionista; il loro progetto, però, sembra sfumare perché il responsabile del professionista lo ha bloccato, non ritenendo giusto che degli studenti liceali si impegnino in un progetto di quel tipo. Jintan, Anaru e Poppo hanno una sola possibilità, convincere il responsabile: peccato che si tratti del signor Honma, il padre di Menma, che non crederebbe ai motivi che spingono i ragazzi a lanciare un razzo. |                |                  |
| 8  | I wonder 「I wonder」 | 2 giugno 2011  | 25 marzo 2012    |
| 8  | Poppo, Anaru e Jintan convincono Yukiatsu e Tsuruko ad andare dalla madre di Menma per parlare del loro piano, sperando che riesca a convincere il marito. Una volta da lei, però, si accorgono che li ritiene responsabili della morte della figlia e dopo la visita Yukiatsu pensa di lasciar perdere il progetto. Jintan è l'unico che continua a crederci, e vedendo la reazione di Menma al rientro a casa è sempre più convinto di voler esaudire il desiderio della piccola per il suo bene. Al negozio di videogiochi Jintan ha un incidente causato dall'eccessiva stanchezza per il lavoro al cantiere. Anaru lo assiste e quando lui si riprende gli confessa, tra le lacrime, che quando erano piccoli lui le piaceva e si sente in colpa per aver ferito Menma. Intanto, Yukiatsu e Tsuruko ricevono delle strane telefonate mute dal telefono di casa di Jintan, ma in quel momento né lui né il padre erano presenti. Alla sera Jintan va alla base segreta per restituire ad Anaru il fazzoletto che aveva usato per soccorrerlo; qui trova tutto il gruppo riunito. Yukiatsu, credendo che le telefonate siano state fatte da lui, lo attacca duramente. I tentativi di Jintan di giustificarsi, dicendo che probabilmente era stata Menma a telefonare e che lei è con loro in quel momento, fanno arrabbiare ulteriormente Yukiatsu che sta per dargli un pugno. Un rumore improvviso scuote i ragazzi: il diario di Menma è caduto a terra senza che nessuno lo toccasse. Quando Poppo lo raccoglie, rimane sconvolto notando un nuovo messaggio, che Anaru legge a tutti: Menma dice di aver giocato con gli amici cresciuti e che i Super Busters non devono mai litigare. A questo punto i ragazzi si convincono dell'esistenza del fantasma di Menma. |                |                  |
| 9  | Tutti e Menma 「みんなとめんま」 - Minna to Menma | 9 giugno 2011  | 1º aprile 2012   |
| 9  | I ragazzi sono a casa di Jintan per mangiare i panini al vapore che Menma sta preparando. Anaru e Tsuruko sono terrorizzate dalle manifestazioni dello spirito della bimba, poi si tranquillizzano e si convincono del fatto che lei è tra di loro. Anaru ha un'idea per far comunicare Menma: lei è in grado di scrivere, così potrà parlare direttamente con gli interessati senza usare Jintan come intermediario. L'idea è buona e Menma prova a scrivere qualcosa, ma sembra che le sia possibile solo utilizzando il suo diario che è alla base segreta. I ragazzi decidono di far partire ad ogni costo il razzo per esaudire il desiderio di Menma, ma il professionista non cede. Yukiatsu e Tsuruko incontrano il padre di Menma per convincerlo ad aiutarli nella loro impresa: l'uomo spiega che ha preso la decisione di bloccare il loro progetto per accontentare la moglie che ancora non è riuscita ad accettare l'’idea della morte della figlia. Yukiatsu dice che anche lui è rimasto legato al passato e, piangendo, s'inginocchia davanti all'uomo chiedendogli di dargli una mano per esaudire il desiderio di Menma, di cui si era innamorato. Il giorno dopo i ragazzi tornano dal professionista che accetta l'incarico. Mentre tutti lavorano per preparare il razzo, Anaru scappa piangendo e a lei si aggiunge Yukiatsu: entrambi soffrono troppo nel vedere che Jintan è ancora legatissimo a Menma. Yukiatsu vorrebbe vedere la bimba, ma Anaru spiega che questo è impossibile: come quando erano bambini per Menma esiste solo Jintan e per lui esiste solo Menma, per questo motivo il ragazzo è l'unico intermediario tra la bambina ed il mondo reale. Più tardi, Menma è con Poppo alla base segreta dove è rimasto da solo perché Anaru è tornata dalla madre; Jintan, tornando a casa, non la trova ed esce a cercarla. Vagando la vede sulla riva del fiume e corre per andare da lei, ricordando terrorizzato i momenti dell'incidente. Menma vuole entrare in acqua per prendere una carpa, ma Jintan glielo impedisce: andrà lui a prenderla, come per evitare alla piccola il contatto con l'elemento che fu la causa della sua morte. |                |                  |
| 10 | Fuochi d'artificio 「花火」 - Hanabi | 16 giugno 2011 | 8 aprile 2012    |
| 10 | È la sera della vigilia del giorno del lancio del razzo, evento che permetterà a Menma di raggiungere il Nirvana, ed i Super Busters della pace si sono riuniti alla base segreta per una festa in suo onore. Durante la serata Yukiatsu propone di rivivere gli eventi che accaddero il giorno della morte della bimba: Anaru chiede a Jintan se veramente gli piace Menma. Jintan, dopo un lungo momento di silenzio, dice che a lui piace Menma ed esce dalla base. Le sue parole hanno colpito Menma che rimane in silenzio piangendo. Dopo la festa Tsuruko ed Anaru tornano a casa insieme: mentre Anaru piange disperatamente Tsuruko le confida di amare da sempre Yukiatsu. Tsuruko pensa che se Menma raggiungerà il Nirvana Yukiatsu sarebbe in grado di superare il dolore della sua morte ed amare un'altra ragazza (Anaru), mentre per lei non ci sarebbe spazio. Anaru ribatte che lei non è interessata a Yukiatsu, ama Jintan e lui non smetterà di pensare a Menma quando se ne sarà andata. Menma, mentre rientra a casa con Jintan, gli chiede se era sincero alla base segreta: Jintan conferma e, quando Menma gli dice che anche lui le piace e che se fosse cresciuta forse lo avrebbe sposato, le dice che potrebbe rimanere con lui. Menma però è decisa a raggiungere il Nirvana per reincarnarsi e poter parlare di nuovo con tutti. La mattina dopo i ragazzi sono al luogo per il lancio del razzo e stanno terminando gli ultimi lavori. Con loro c'è anche Satoshi, il fratello di Menma, invitato da Jintan insieme a tutta la famiglia Honma. Menma abbraccia il fratello e, commossa, ringrazia Jintan. Mentre i ragazzi trasportano il razzo al luogo del lancio Jintan pensa di bloccare tutto, ma, quando si decide, è troppo tardi: la miccia è già stata accesa ed il razzo parte. Il fuoco d'artificio è bellissimo ed i ragazzi sono sicuri che Menma se ne sia andata, ma Jintan sente la voce della piccola felice perché il fuoco d'artificio ha disegnato un fiore nel cielo: nonostante il razzo sia stato lanciato, Menma è ancora sulla Terra, e Jintan si chiede quale sia allora il suo desiderio. |                |                  |
| 11 | Il fiore sbocciato quell'estate 「あの夏に咲く花」 - Ano natsu ni saku hana | 23 giugno 2011 | 15 aprile 2012   |
| 11 | Menma si addormenta sul tavolo della sala da pranzo quando Jintan riceve una telefonata da Yukiatsu che gli dice di andare al Tempio da solo. Jintan lo raggiunge, e qui trova anche gli altri amici: ognuno di loro è convinto che Menma non abbia raggiunto il Nirvana perché nel corso del lancio del razzo tutti gli amici erano pervasi da sentimenti negativi e non consoni ad un'amicizia pura. Tutti, tra le lacrime, spiegano i propri sentimenti contrastanti evidenziando come l'addio di Menma rappresentasse per taluni la soluzione egoistica ai propri desideri, Jintan, invece, ammette come abbia desiderato il fallimento per poter trattenere Menma con sé. Dopo aver espresso i propri sentimenti si convincono che devono fare l'impossibile per far raggiungere il Nirvana alla loro piccola amica. Jintan torna a casa per portare Menma da loro, ma quando arriva trova la bimba a terra spossata. Menma si è accorta che sta per sparire e si è ricordata qual è il desiderio che aveva espresso: un giorno era in ospedale dalla madre di Jintan; la donna si era accorta che il figlio non riusciva più ad esternare i suoi sentimenti e desiderava che potesse riuscire a piangere, ridere ed arrabbiarsi come tutti. Menma promise alla donna che sarebbe riuscita a far piangere Jintan, ma la sua morte le ha impedito di mantenere l'impegno che si era presa. Apparendo a Jintan dopo dieci anni Menma è riuscita a fare in modo che il ragazzo sfogasse il dolore represso, ed ora che il suo compito è terminato può lasciare la Terra. Prima che questo accada Jintan la porta alla base segreta per fare in modo che anche gli altri amici possano salutarla; appena arrivato il ragazzo si accorge di non riuscire più a vedere Menma, ma sente la sua voce. Menma, rendendosi conto di essere pronta ad abbandonare la terra e non volendo ferire Jintan già evidentemente scosso per l'improvvisa sparizione afferma di giocare nascondino. I ragazzi si precipitano a cercarla lasciando la Menma ormai non più visibile agli occhi di Jintan alla base segreta. Menma sempre più cosciente della sua situazione si avvicina al suo diario e inizia a scrivere. È quasi l'alba quando gli amici giungono ad una spianata sulla cima della collina del bosco. Ai piedi di un albero trovano cinque lettere, una per ognuno di loro, prese dal diario di Menma: la piccola ha lasciato un saluto personalizzato per ognuno di loro. Dopo averle lette i ragazzi, tra le lacrime, urlano a Menma che le vogliono bene. Il loro gesto fa in modo che, per la prima volta, tutti possano vederla, felice per essere ancora con i suoi amici. Il gioco di Menma è finito perché gli amici l'hanno scoperta: quando tutti gridano all'unisono "Tana per Menma" come se fosse un ultimo saluto, la piccola sparisce alla loro vista dicendo che si reincarnerà perché vuole tornare a parlare con tutti loro. |                |                  |